# Королівська югославська армія
Королівська югославська армія (сербохорв. Југословенска краљевска војска) — збройні сили Королівства СХС і Першої Югославії, які існували з 1 грудня 1918 до 18 квітня 1941.

## Історія
Після Першої світової війни, крім 3500 офіцерів Армії Королівства Сербія, на дійсну військову службу Королівства Сербів, Хорватів і Словенців було прийнято 2590 колишніх офіцерів австро-угорської армії з Балканського театру воєнних дій, 469 — з Чорногорії, 12 — із царської російської армії та три — з албанських підрозділів Есад-паші.
Югославська армія поділялася на сухопутні війська та Королівський військово-морський флот. Армія складалася з піхоти, артилерії, кінноти, інженерно-технічних військ, югославських королівських ВПС та інших допоміжних підрозділів (штабних, економічних, технічних, санітарних, судових, духівничих, ветеринарних, музичних). До її складу входили спеціальні підрозділи, прикордонники, жандармерія, парашутні частини, штурмові загони та гірські підрозділи. 
Оснащення армії походило з часів Першої світової війни, хоча й були деякі спроби модернізації за рахунок чехословацької техніки і спорядження. З близько 4000 артилерійських гармат було багато застарілих і залежних від кінської тяги, водночас 812 чехословацьких 37-мм і 47-мм протитанкових гармат були відносно сучасними. Імпорт різних артилерійських засобів не мав якоїсь системності, походив від різноманітних поставників, у результаті чого різні типи часто не мали належного обслуговування. 
Єдиними механізованими підрозділами були шість мотопіхотних батальйонів у трьох кавалерійських дивізіях, шість моторизованих артилерійських полків, два танкові батальйони зі 110 танками, один із яких мав танки Renault FT-17 часів Першої світової війни, а другий 54 сучасні французькі танки R35, та окрема танкова рота з 8 чехословацькими танкетками Škoda T-32. За кілька місяців до вторгнення в Югославію держав Осі було імпортовано із США близько тисячі військових вантажівок.
Танки розглядалися як бойовий засіб для підсилення піхоти під час атаки, авіація ж використовувалася для розвідки, захисту військ і території та вчинення атак на ворожі цілі. Повітряні сили поділялися на оперативні та армійські. На початок війни в квітні 1941 року вони налічували 459 літаків (125 винищувачів, 173 бомбардувальники, 161 розвідник), із яких 265 — сучасні літаки нового покоління, розміщені на 23 летовищах. Броньовані підрозділи складалися з двох танкових батальйонів, які мали 110 танків і бойових броньованих машин.
Військово-морський флот мав у розпорядженні 32 військові кораблі, есмінці. На річках Сава і Дунай базувався річковий військовий флот, існувала морська авіація у складі 150 гідролітаків. Морська берегова охорона включала  14 берегових артилерійських батарей, які налічували 45 гармат.
Незадовго до вторгнення в Югославію Королівська югославська армія 27 березня 1941 року здійснила державний переворот проти старої влади.
У Королівській югославській армії панівне становище займали серби; до того часу, як армія капітулювала, сербами була переважна більшість членів вищого командування та генералів, особливо після того, як інші народи Югославії здебільшого дезертирували з армії або переходили на бік держав Осі і лише серби та просербські чорногорці захищали Югославію.
Слабо організовану та погано озброєну югославську королівську армію було вщент розгромлено впродовж 11 днів від початку Квітневої війни. 17 квітня 1941 югославська армія капітулювала, після чого гітлерівці та їхні союзники окупували всю країну. Німці втратили за ті дні вбитими тільки 125 вояків.